# ルーズリーフ (Hilcrhymeの曲)
「ルーズリーフ」は、2010年6月2日に発売されたHilcrhymeのメジャー5枚目のシングルである。TBS連続ドラマ『ヤンキー君とメガネちゃん』の主題歌になっている。

## 概要
- 初回限定盤のみ、『East Area - Hilcrhyme TOUR 2010「リサイタル」-OFF SHOT-』を収録したDVDがつく。

## 収録曲
1. ルーズリーフ（作詞：TOC、作曲：DJ KATSU、編曲：Hilcrhyme）　（3：59）
本作はHilcrhyme初のドラマタイアップとなった作品。タイアップ先が学園ものであったことから、歌詞を書く際には「教師の立場から生徒に語る」という形で、説教臭くならないように心がけたという[4]。
2ndアルバム『MESSAGE』には、イントロが追加されたバージョンを収録されている。
2. 光（作詞：TOC、作曲：DJ KATSU、編曲：Hilcrhyme）　（4：37）

## タイアップ
- TBS系ドラマ「ヤンキー君とメガネちゃん」主題歌（＃１）

青少年特有のストレートで熱い想いと、ラップ・ミュージックをぶつけてみたいというドラマのプロデューサー、北川雅一の意向からHilcrhymeにオファーし、実現した。